# Pelayo de Tui
Pelayo o Pelagio hauria estat un bisbe de Tui que hauria viscut a finals del segle xi, contingut a l'episcopologi del bisbat, malgrat que la seva existència no ha estat provada.
Segons Enrique Flórez, és esmentat juntament amb el bisbe Alfonso després de Viliulfo, noms que hauria copiat Prudencio de Sandoval d'un altre text molt més antic, a la qual, tanmateix, no va donar gaire validesa perquè no estava provada la seva existència. Alguns han dit d'aquest prelat que existia el 1034, sense cap mena de fonament. En tot cas, Sandoval donava a la seu una vacant de 78 anys fins a 1071 amb l'arribada del bisbe Jorge. No obstant això, de forma titular va exercir Suero Bermúdez, si bé després la diòcesi va ser integrada a l'arquebisbat de Santiago de Compostel·la.